# Gaylordia
Gaylordia — вимерлий рід кволоподібних (Dasyuromorphia), що жили у Південній Америці.